# Astata
Astata is een geslacht van vliesvleugelige insecten van de familie van de graafwespen (Crabronidae).

## Soorten
- A. affinis Vander Linden, 1829
- A. apostata Mercet, 1910
- A. boops

Grote wantsendoder (Schrank, 1781)
- A. brevitarsis Pulawski, 1958
- A. cobosi Giner Mari, 1946
- A. costae A. Costa, 1867
- A. gallica Beaumont, 1942
- A. graeca Beaumont, 1947
- A. jucunda Pulawski, 1959
- A. kashmirensis Nurse, 1909
- A. lusitanica Pulawski, 1974
- A. miegii Dufour, 1861
- A. minor

Kleine wantsendoder Kohl, 1885
- A. pontica Pulawski, 1958
- A. quettae Nurse, 1903
- A. rufipes Mocsary, 1867
- A. sicula Kohl, 1884